# Dasypodidae
Cừu trư(Dasypodidae) là một họ động vật có vú trong bộ Cingulata. Họ này được Gray miêu tả năm 1821.

## Phân loại

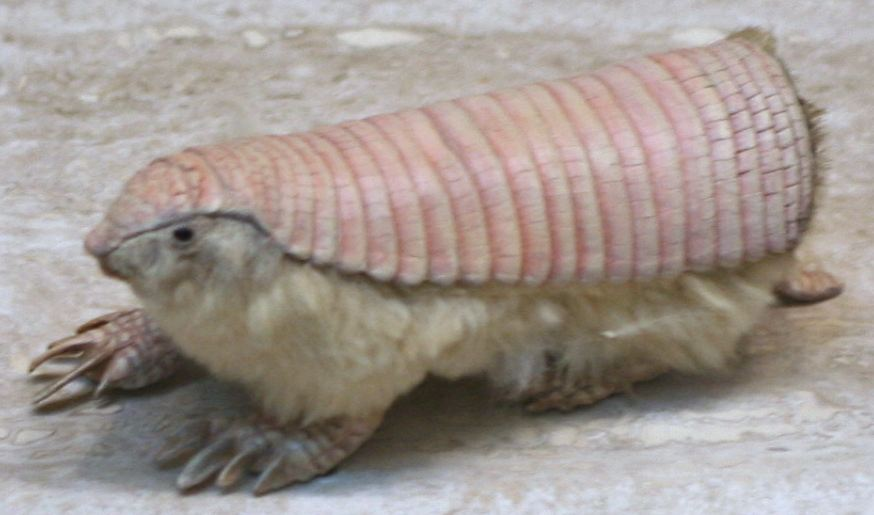
Chlamyphorus truncatus

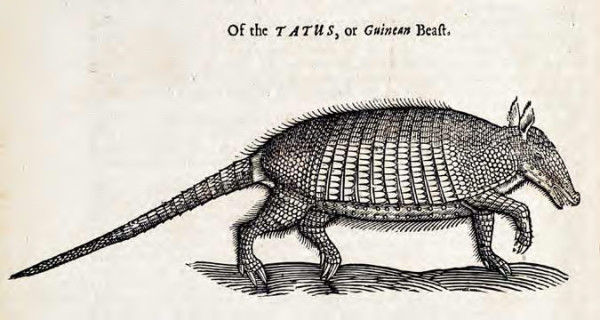
1658 woodcut of an armadillo

Họ Dasypodidae
- Phân họ Dasypodinae
  - Chi Dasypus 1658 woodcut of an armadillo
    - Dasypus novemcinctus
    - Dasypus septemcinctus
    - Dasypus hybridus
    - Dasypus sabanicola
    - Dasypus kappleri
    - Dasypus pilosus
    - Dasypus yepesi
    - † Dasypus bellus

  - Chi †Stegotherium
- Phân họ Euphractinae
  - Chi Calyptophractus
    - Calyptophractus retusus

  - Chi Chaetophractus Chaetophractus vellerosus
    - Chaetophractus vellerosus
    - Chaetophractus villosus
    - Chaetophractus nationi

  - Chi †Peltephilus
    - †Peltephilus ferox

Chaetophractus vellerosus

  - Chi Chlamyphorus, Chlamyphorus truncatus

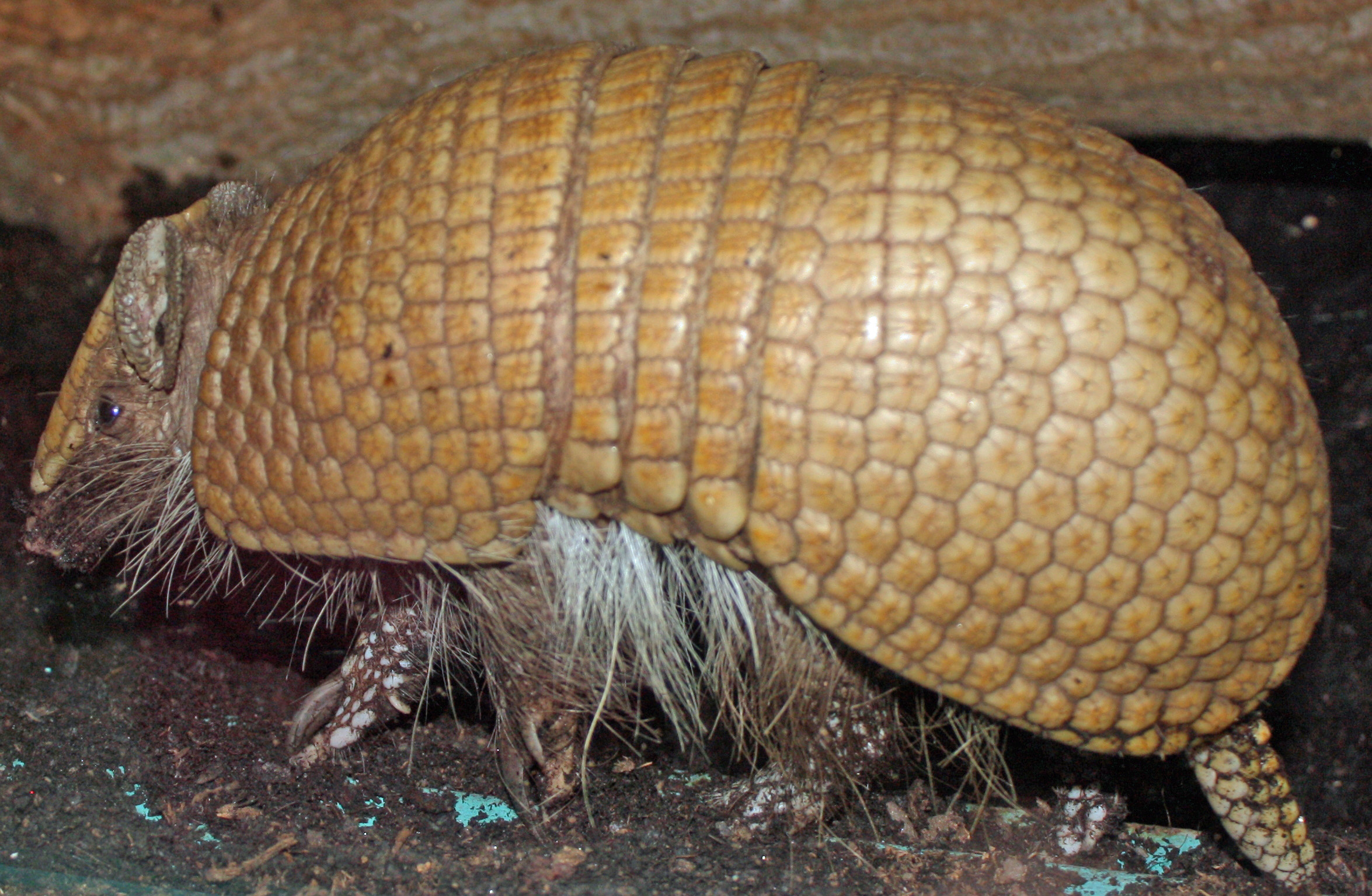
Southern three-banded armadillo

    - Chlamyphorus truncatus

  - Chi Euphractus
    - Euphractus sexcinctus

  - Chi Zaedyus
    - Zaedyus pichiy
- Phân họ Tolypeutinae
  - Chi †Kuntinaru[3]
  - Chi Cabassous Southern three-banded armadillo
    - Cabassous centralis
    - Cabassous chacoensis
    - Cabassous unicinctus
    - Cabassous tatouay

  - Chi Priodontes
    - Priodontes maximus

  - Chi Tolypeutes
    - Tolypeutes matacus
    - Tolypeutes tricinctus

## Hình ảnh

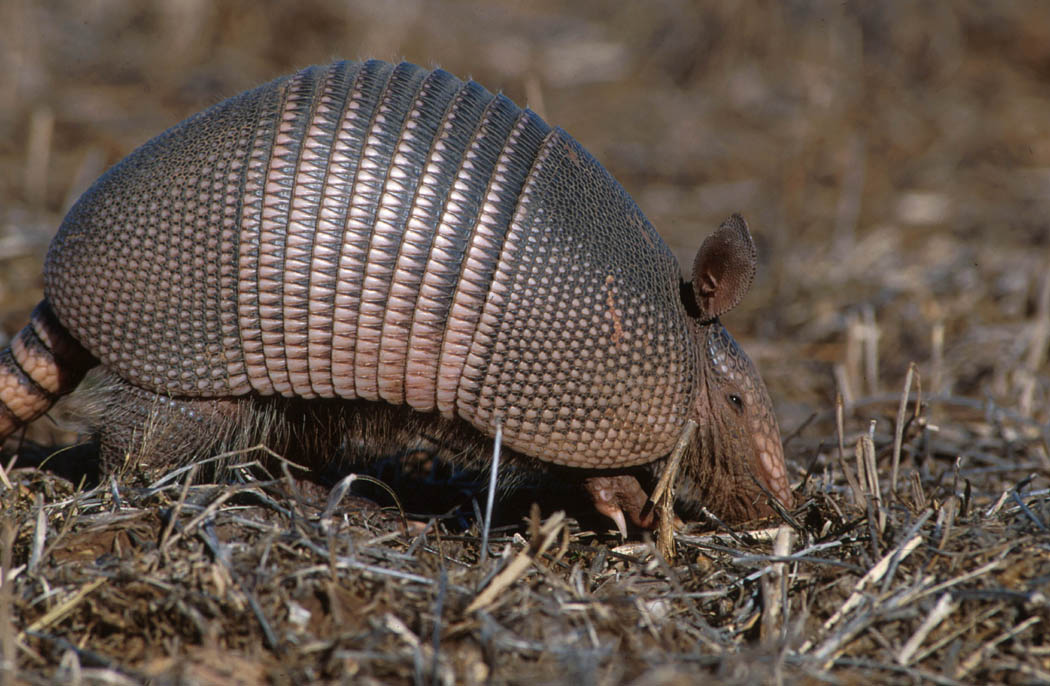
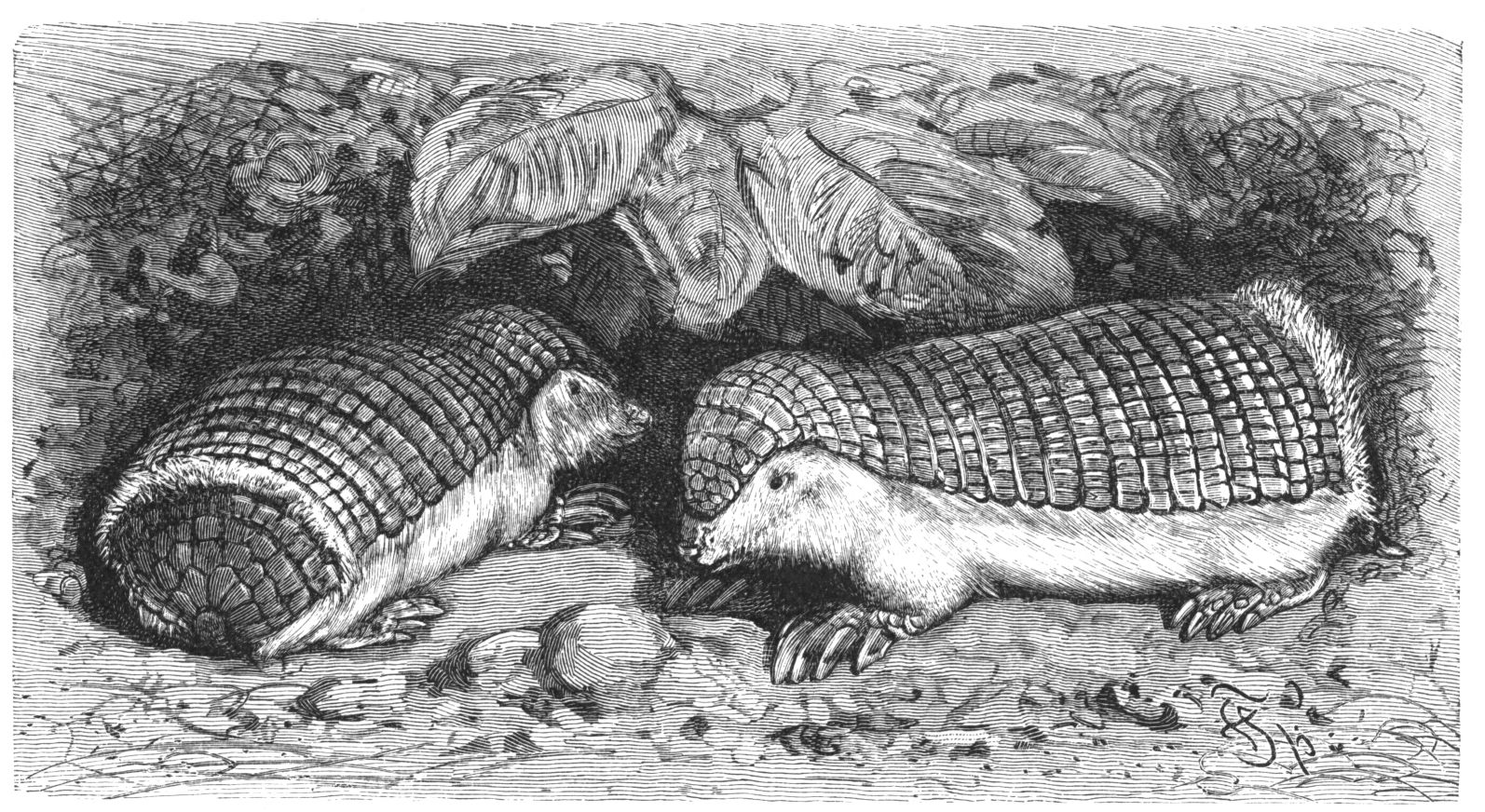
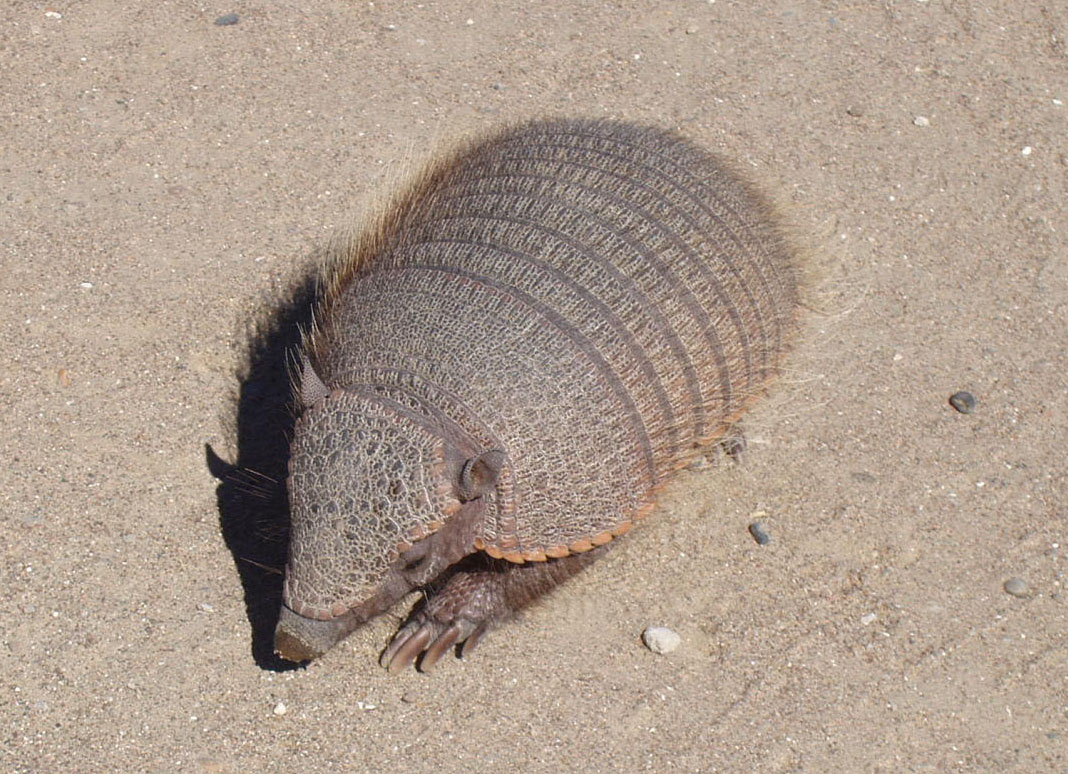
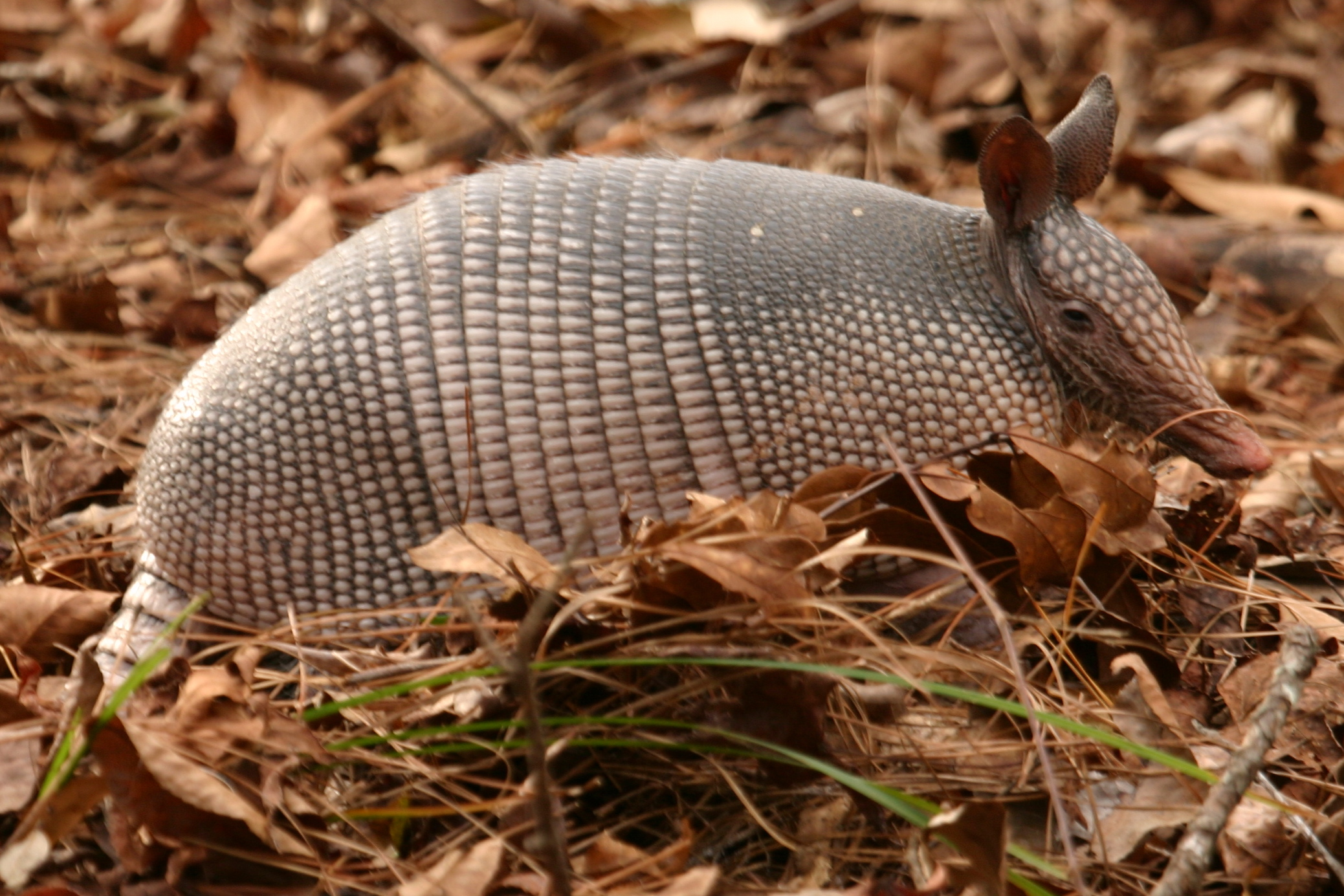